# Тіньяле
Тіньяле (італ. Tignale) — муніципалітет в Італії, у регіоні Ломбардія, провінція Брешія.
Тіньяле розташоване на відстані близько 450 км на північ від Рима, 125 км на схід від Мілана, 45 км на північний схід від Брешії.
Населення — 1274 особи (2014).
Щорічний фестиваль відбувається 8 вересня. 

## Демографія
Населення за роками:

Станом на 1 січня 2023 року в муніципалітеті офіційно проживало 111 іноземців з 20 країн, серед них 37 громадян країн Євросоюзу та 12 громадян України.

## Сусідні муніципалітети
- Бренцоне
- Гарньяно
- Магаза
- Мальчезіне
- Тремозіне
- Вальвестіно